# П'ятихатки (Кропивницький район)
П'ятиха́тки — село в Україні, у Дмитрівській сільській громаді Кропивницького району Кіровоградської області. Населення становить 4 осіб.

## Населення
Згідно з переписом УРСР 1989 року чисельність наявного населення села становила 11 осіб, з яких 3 чоловіки та 8 жінок.
За переписом населення України 2001 року в селі мешкали 4 особи.

### Мова
Розподіл населення за рідною мовою за даними перепису 2001 року:
| Мова       | Відсоток |
| ---------- | -------- |
| українська | 50,00 %  |
| російська  | 50,00 %  |